# Le Sauvage
Le Sauvage, conocida en castellano bajo los títulos de Mi hombre es un salvaje (en España y Venezuela), El salvaje (en México, Perú, Colombia y Cuba) o El salvaje y la dama (en Argentina), es una película de 1975 de los géneros de comedia y aventura hecha en coproducción franco-italo-venezolana con música de Michel Legrand y dirigida por Jean-Paul Rappeneau, con guion de él mismo junto con su hermana Elisabeth Rappeneau y Jean-Loup Dabadie, la cual está protagonizada por Yves Montand y Catherine Deneuve.
Esta fue la primera película en donde Yves Montand y Catherine Deneuve trabajarían juntos y luego volverían a compartir escena, por segunda y única ocasión, en la cinta de corte policiaco Le Choix des armes (1981) de Alain Corneau.

## Argumento
Nelly es una bella chica francesa que vive en Caracas y está comprometida para casarse con Vittorio -un millonario italiano residente allí- relacionado con la mafia local, pero pocas horas después de celebrarse la fiesta de compromiso y faltando cuatro días para el enlace, ella huye de la casa de él para alojarse en un hotel del centro de la ciudad. 
El botones del hotel le avisa al novio y, tras negarse Nelly a recibirlo, abrir la puerta de la habitación y hablar con él, Vittorio logra entrar allí por la habitación contigua, la cual es ocupada por Martin, un vendedor de frutas y legumbres también francés, quien está de paso por la ciudad. Vittorio supone que la mujer lo deja porque tiene un amante y la maltrata, pero Martin entra  a la habitación y logra controlar la situación, mientras que Nelly logra escapar en el auto del italiano para, seguidamente, ir al nightclub de su exjefe Alex con el fin de reclamarle en su oficina 2.000 dólares que le debe por el pago de su trabajo en el club durante tantos años.
Alex le dice que le pagará mañana al amanecer, pero Nelly insiste en tener su dinero en efectivo de inmediato, para poder huir de Venezuela, ya que se siente amenazada por Vittorio. Este llega al cabaret exigiendo ver a Nelly y se arma una pelea. Aprovechando que Alex va a calmar los ánimos, ella roba de la oficina de él un valioso cuadro pero, súbitamente, suena una alarma y Nelly logra huir con la pintura para regresar al hotel, donde habla con Martin para venderle el cuadro y, así, volver a Francia. Este rechaza la oferta pero le promete que mañana a primera hora la llevará al aeropuerto, ya que tiene que llevar sus cultivos al mercado de La Guaira.
Las ansias de Nelly por huir son tales que, en secreto, le adelanta un par de horas al despertador de Martin y cuando este se da cuenta del engaño en plena calle, discute con ella y la deja pero, en ese momento, Vittorio y Alex pasan en su auto frente a la calle y, al verlos, la chica regresa con Martin y se produce una trepidante persecución por toda la ciudad hasta que, al lograr despistarlos, van hacia el aeropuerto y Martin habla con Rivero, un amigo suyo quien es piloto de VIASA para que la lleve en el vuelo a París que está a punto de despegar. 
Vittorio y Alex llegan a la terminal aérea pero no logran detener a tiempo el avión y, luego de protagonizar un tremendo escándalo en el aeropuerto, le avisa por teléfono a un amigo suyo en la capital francesa para que retenga a Nelly apenas llegue. Sin embargo Vittorio se lleva tremenda sorpresa cuando, horas después, se entera de que su ex prometida nunca abordó la aeronave que la llevaría a París.
Martin, a su vez, vende sus cultivos en el mercado y tras abordar su bote en el puerto se va a su casa, ubicada en una pequeña isla desierta en el medio del Caribe, pero se impacta cuando descubre que allí se encuentra Nelly, habla con ella y le responde, que la aduana no la dejó abordar el avión por no declarar la pintura y, cuando su amigo Rivero le dice a ella que Martin vive en la isla, Nelly le vende al piloto de una avioneta apostada en el aeropuerto el pasaje a París a cambio de que él la lleve a esa isla. Nelly insiste en que Martin la lleve en su bote a Santo Domingo para vender allí el cuadro y tener algo de dinero, pero él se niega alegando que el mismo no tiene la suficiente capacidad para hacer el viaje y, además, la arrastra a su bote para obligarla a regresar a Venezuela.
Furiosa, Nelly le hunde el bote golpeando el viejo casco de madera y ambos regresan nadando a la isla, pero el cuadro cae accidentalmente al agua y se despinta parcialmente. La convivencia de ambos en la isla sigue tirante, con mucha desconfianza entre ellos y mientras Martin está construyendo un nuevo barco, Nelly se va a vivir a una choza contigua a la casa de este hasta que ella encuentra accidentalmente un recorte de prensa el cual dice que Martin recibió un importante galardón como perfumista, y luego de otra discusión, él la golpea con una piña en la cabeza pero luego la hace volver en sí y ambos terminan reconciliándose, pasan la noche juntos. Martin le revela que, efectivamente, él es un famoso perfumista que trabajaba para la compañía de cosméticos de su esposa, la multimillonaria Jessie Coutances, pero que un día, ya cansado de trabajar para ellos, literalmente huyó de allí para luego viajar a Venezuela y rehacer su vida bajo otro nombre.
Mientras tanto, en Nueva York, vemos a Jessie en una reunión de junta de la empresa cuando, súbitamente, llega una extraña mujer ya mayor a la oficina que ha estado persiguiendo y tomando en secreto fotografías de Martin en Venezuela y la misma no es otra que la Srta. Mark, quien es una detective privado que ha estado espiando al empleado desertor, ya que la empresa está pasando por un bache económico y necesita urgentemente al perfumista para solventar ese problema.
En la isla, Martin hace pruebas de nuevos perfumes con flores silvestres, termina de construir con éxito su barco para llevar a Nelly a Santo Domingo y, para celebrarlo, prepara una cena de despedida para ella. Nelly finge aceptar y lo deja plantado y, en medio de una tormenta, él se va a reclamarle el desplante, a lo que ella le contesta que está cansada de que él nunca le haya hecho caso y la pareja vuelve a discutir. Él sale furioso de la choza, pero ella se fija que hay un hombre extraño en la ventana y llama a Martin. Él lo va a buscar y este lo somete a golpes, y vemos que el misterioso sujeto es uno de los matones de Vittorio y Alex, quienes están allí, llegaron en un yate para llevarse a la chica y el cuadro.
Vittorio le informa a Nelly que él la encontró cuando, al publicar en la prensa un aviso ofreciendo 10.000 bolívares de recompensa, el mismo piloto que la llevó a la isla le dio la información y, a su vez, Alex se enfada con ella por el daño hecho al cuadro y, en un momento de furia, lo lanza al matorral pero luego él se arrepiente y, al tratar de recuperarlo, corre a buscarlo, salta y termina poniéndole el pie encima destruyéndolo. Por su parte los matones se comen la cena y uno de ellos tumba la cocina provocando un pavoroso incendio en la casa de Martin, del cual él no puede hacer nada para rescatar sus pruebas de perfumes.
Al día siguiente vemos a la Srta. Mark llegando a la isla en una avioneta y rescatando a un Martin ya malherido para, luego, ser trasladado de emergencia a un hospital en Nueva York donde, al recuperarse, es llevado ante la junta directiva de la empresa reclamándole su huida y que tiene que cumplir con un total de 27 contratos de exclusividad que firmó con ellos, por los siguientes 8 años so pena de ir a la cárcel. Martin se niega a obedecer y, un tiempo después, vemos que este sale de una prisión para luego volver a Venezuela a buscar a Nelly y, al llegar a casa de Vittorio, Martin observa desde una ventana una foto de ambos en plena ceremonia nupcial y, al irse de la casa, el italiano llega con una hermosa rubia en su auto y le dice que efectivamente sí se casó con Nelly, pero ambos se divorciaron por incompatibilidad de caracteres poco después, además de que desconoce su actual paradero. 
Al llegar a su hotel donde siempre se hospeda y conoce a Nelly, el recepcionista le entrega a Martin una carta de Nelly que ella dejó allí 4 o 5 meses antes y, tras leerla, él se va a buscarla en la población de Saint-Laurent-des-Bois, convencido de su amor por ella, pero él se siente inseguro si ella le corresponderá su amor, la encuentra pintando una casa de la aldea y cuando ella lo ve corre a su encuentro y ambos se abrazan felices.

## Reparto
- Yves Montand ... Martin Coutances / Martin Sanders
- Catherine Deneuve ... Nelly Chastellier
- Luigi Vannucchi ... Vittorio Leporati
- Tony Roberts ... Alex Fox
- Bobo Lewis ... Srta. Mark
- Dana Wynter ... Jessie Coutances
- Gabriel Cattand ... Sr. Delouis
- Vernon Dobtcheff ... Sr. Coleman
- Luis Gerardo Tovar ... Rivero
- Geoffrey Carey ... Secretario de Jesse
- Toni Maestri ... Don Calogero, padre de Vittorio
- Rina Franchetti ... Madre de Vittorio
- Luisa Maris
- Aurora Maris ... Familiar de Vittorio
- Carlo Plattner
- Gustavo Blanco ... Granada (no aparece en los créditos)
- Peggy Romero ... Acompañante de Martin en el hotel (no aparece en los créditos)
- Jean Guidoni ... Músico en la fiesta de compromiso de Nelly y Vittorio (no aparece en los créditos)
- Jean-Michel Lacor ... Recepcionista del hotel (no aparece en los créditos)
- Corina Castro ... Novia de Vittorio (no aparece en los créditos)
- Chelique Sarabia ... Cliente en la oficina de VIASA en el aeropuerto (no aparece en los créditos)
- Alma Ingianni ... Empleada de la oficina de VIASA en el aeropuerto (no aparece en los créditos)
- Luis Fayad ... Policía en el aeropuerto (no aparece en los créditos)
- María Antonieta Cámpoli ... Cliente en el nightclub de Alex (no aparece en los créditos)

## Producción

### Desarrollo
Jean-Paul Rappeneau escribió el guion de esta película luego de haber estado de viaje por las ciudades de São Paulo y Santos en Brasil pero, al no poder encontrar una locación acorde con el entorno de una isla tropical desierta cercana a una gran ciudad, finalmente la misma terminó siendo filmada en Venezuela.

### Casting
Originalmente el papel de Martin había sido concebido para ser interpretado por un actor estadounidense, por lo que le fue ofrecido a Elliot Gould pero, tras la negativa de este, Jean-Paul Rappeneau se lo ofreció a otros actores como Paul Newman, Marlon Brando, Jack Nicholson, Gérard Depadieu, Alain Delon, Lino Ventura y Jean-Paul Belmondo, entre otros. Belmondo fue el único que aceptó, siempre y cuando incluyera a su entonces pareja, la actriz italiana Laura Antonelli (para así emular el éxito de la película Mariés de l'An Deux de 1971, donde ambos participaron y que también fue dirigida por Rappeneau) pero, tras la negativa del director, Yves Montand leyó el guion y terminó entusiasmándose con el mismo, por lo que finalmente se quedó con el papel.
Según contaría Jean-Paul Rappeneau en una entrevista, cuando estaba buscando a la protagonista de la película de comedia romántica La vie de château (1966) -la cual sería, por cierto, su primer largometraje- Catherine Deneuve le avisó durante el casting que ella hablaba demasiado rápido y que, por ello, tenía que ser más comedida. Sin embargo al director eso le pareció más una cualidad que un defecto y, por ello, terminó siendo contratada para la misma y, nueve años más tarde, la volvió a llamar para realizar esta película aprovechando dicha habilidad de Deneuve, ya que consideraba que parte del éxito de la misma recaía en el carácter un tanto explosivo del personaje de Nelly.
Esta película fue la última donde participaría el actor de cine, teatro, televisión y doblaje italiano Luigi Vannucchi (1940-1978) quien se suicidaría la noche del 29 al 30 de agosto de 1978 en su casa en Roma tras ingerir una sobredosis de barbitúricos. Como nota curiosa, una de las últimas actuaciones de Vannucchi fue en la película para televisión Il vizio assurdo (1977), basada en el libro homónimo de Davide Lajolo y con adaptación de Diego Fabbri sobre la vida del escritor Cesare Pavese (1908-1950) -e interpretado también por Vannucchi- quien también falleció de la misma manera.
Jean-Michel Lacor, quien fue el asistente de dirección de esta cinta, también hizo un pequeño papel interpretando al recepcionista del hotel donde el personaje de Yves Montand se hospedaba en Caracas.
Luis Gerardo Tovar (1932-1991) quien interpretó a Rivero, un amigo de Martin, fue un reconocido actor, locutor, guionista, productor, dramaturgo y declamador venezolano quien, además, también se hizo famoso por haber sido la voz oficial de diversas propagandas institucionales en Venezuela durante el gobierno del presidente Luis Herrera Campins (1979-1984), así como también fue la voz para la comunidad hispana en Estados Unidos del Partido Republicano durante la campaña para las Elecciones presidenciales de 1984.
Corina Castro, quien aparece brevemente (y de lejos) casi al final de la película cuando los personajes de Martin y Vittorio conversan luego de no verse durante un largo tiempo tras la salida de aquel de la cárcel, es una modelo, locutora, conductora y productora venezolana -actualmente retirada- quien se hizo famosa durante las décadas de los años 70 y 80 por haber sido, entre otras, la voz e imagen de la marca japonesa de equipos estéreo Pioneer en ese país sudamericano (tras el deceso de Renny Ottolina, quien era la voz oficial de la compañía), además de haber sido la conductora del programa televisivo La video jockey (1981-1987), transmitido por la Televisora Nacional Canal 5 y luego por Venezolana de Televisión, el cual fue el primero en la televisión venezolana que transmitió videoclips.
El compositor, productor y publicista venezolano Chelique Sarabia también interviene como actor en esta película (concretamente en la secuencia cuando Vittorio y Alex, ya impotentes tras la -supuesta- huida de Nelly en el avión de VIASA con destino a París, se van a la oficina de esa aerolínea en el aeropuerto para reclamar el hecho y, tras la negativa del gerente y empleadas de la misma al conocer a la pasajera, terminan agrediéndolos a todos de forma muy violenta y destrozando todo el local antes de ser finalmente arrestados por las autoridades policiacas de la terminal aérea).
Esta película significó uno de los primeros trabajos de la actriz uruguaya Alma Ingianni (1940-2004) en Venezuela quien, poco antes del Golpe de Estado ocurrido en su país en 1973, tuvo que huir a Chile y, luego, a Argentina hasta que tras ser arrestada por equivocación en Buenos Aires, uno de los militares la reconoció (gracias a su participación en la famosa telenovela Malevo de Canal 9) y le prometió que su ficha policial sería destruida siempre y cuando huyese del país en 24 horas. Ya afincada en Caracas, Ingianni se destacaría como actriz de carácter en las telenovelas de Venevisión Rafaela (1977), María del Mar (1978), Esa muchacha de ojos café (1986), María María, Emperatriz (ambas de 1990), La loba herida y Piel (ambas de 1992), así como en las películas La Venganza o Que bellas son las flores (1977) y Adiós, Miami (1984) y, en su gran mayoría, diversas obras de teatro que realizó hasta su muerte.
El escritor colombiano Luis Fayad, quien es el autor de las famosas novelas "Los parientes de Ester" (1978), "La caída de los puntos cardinales" (2000) y "Testamento de un hombre de negocios" (2004), así como del libro de cuentos "Una lección de la vida" (1984), trabajó como extra en esta cinta (fue uno de los guardias que arrestó a Catherine Deneuve cuando iría a abordar el avión con destino a París por no declarar a la aduana el cuadro que le robó a Alex como parte de la deuda que este tiene con ella).
Peggy Romero, quien interpretó a la acompañante de Martin cuando ambos salen del hotel mientras Nelly entra al mismo, concursó en el Miss Venezuela 1970 representando al entonces Departamento Vargas (hoy estado Vargas). Además de obtener el título de Mejor Sonrisa Romero llegó de Tercera Finalista en dicho concurso y, luego, representó a su país en el certamen Reina Panamericana de la Belleza 1971 celebrado en Cali, Colombia, quedando de segunda finalista. Posteriormente Romero se destacó como una de las modelos más cotizadas de Venezuela durante la década de 1970.

### Filmación
Esta cinta fue filmada en su gran mayoría entre Caracas, La Guaira y el aeropuerto internacional Simón Bolívar de Maiquetía, en Venezuela; así como también en Nueva York, la Isla Paradise en las Bahamas, las Islas Vírgenes, la isla de Port-Cros, en el Mar Mediterráneo y las poblaciones francesas de Saint-Cloud y Saint-Laurent-des-Bois.
Aunque la película está hablada mayormente en francés, podemos escuchar algunas escenas habladas en italiano, español e inglés, según el lugar y el contexto en donde se desarrollan las mismas.
Entre las locaciones filmadas en Caracas podemos citar a:
- La Calle Real de Sabana Grande (actualmente Boulevard de Sabana Grande) en una escena cuando Nelly está en un taxi que la lleva hasta el hotel y en donde por cierto circulaban allí automóviles, ya que aún no se había construido el Metro de Caracas.

- La Avenida Francisco de Miranda (concretamente el tramo que está a la altura de la entrada hacia la Avenida Libertador en Chacao, en la escena cuando Nelly y Martin salen del hotel con rumbo al aeropuerto). Es de hacer notar que, entonces, aún no estaban construidas allí las actuales Torres Kyra, Edicampo y KPMG, así como también la Plaza Juan Pablo II.

- Otro tramo de la misma avenida Francisco de Miranda (específicamente entre las avenidas San Juan Bosco -frente a la Plaza Altamira- y Principal de La Castellana, en la secuencia cuando una furiosa Nelly se va del auto de Martin hasta que, tras percatarse de que Vittorio y Alex la descubrieron, regresa asustada con Martin y se inicia la persecución entre ambos vehículos por toda Caracas). Nótese que allí tampoco estaban las actuales torres Delta, Adriática de Seguros y TFC, el Centro Gerencial La Castellana, un local de comida rápida y la embajada de Canadá; además de que se pueden apreciar también las siluetas de los ya desaparecidos Edificio La Castellana y el cine del mismo nombre, que hoy forman parte del Centro Comercial Paseo La Castellana -actualmente en construcción- así como que también podemos ver un concesionario de automóviles donde hoy se encuentra el Centro Comercial Recreo La Castellana, también en construcción).

- La Urbanización San Bernardino (concretamente el cruce de las avenidas Los Próceres con Marqués Del Toro, en la secuencia cuando Nelly llega al hotel hasta que ella huye despavorida de allí tras enfrentarse a Vittorio, para irse al nightclub de Alex). Es de hacer notar que, en realidad, ese edificio no es un hotel sino un edificio residencial.

- El ya desaparecido Hotel Caracas Hilton, conocido actualmente como Hotel Alba Caracas (utilizado en algunas de las escenas interiores del hotel donde están los personajes de Vittorio, Nelly, Martin y la Srta. Mark).

- La Avenida Francisco Solano (específicamente en el cruce con la Avenida Los Jabillos, en Sabana Grande), en la secuencia cuando Vittorio y Alex encuentran el auto de aquel -ya chocado por una fugada Nelly- contra un camión que transportaba leche, y que termina cuando el dueño del mismo se enfrasca en una pelea con Vittorio.

- La Calle Las Mercedes (hoy conocida como Calle Andrés Galarraga) en Chacao, como parte de la secuencia en donde Vittorio y Alex persiguen a Nelly y Martin.

- La Autopista Francisco Fajardo (a la altura del Distribuidor La Araña en sentido oeste-este y, luego, a la altura del Distribuidor El Pulpo -en la urbanización Colinas de Bello Monte- en sentido contrario, como parte de la secuencia anterior. Nótese que en una escena se puede ver fugazmente a la ya desaparecida tienda por departamentos Sears, en el edificio donde actualmente funciona Ciudad Banesco.

- El -hoy clausurado- Puente Veracruz en la Autopista a Prados del Este, ubicado a la altura de la urbanización Las Mercedes (primero en una escena nocturna cuando Nelly huye de Vittorio y, luego, en otra escena diurna que forma parte de la secuencia de persecución automovilística antes dicha, cuando Martin y Nelly logran burlar temporalmente a sus captores).

- El Barrio La Palomera, ubicado en Baruta y la Parroquia Altagracia, ubicada en el centro de la ciudad (como partes de la secuencia de la persecución de Vittorio y Alex).

- El Mirador Boyacá, ubicado en el sentido oeste-este de la Avenida Boyacá (o Cota Mil, como también es conocida dicha avenida), cuando Martin revisa la cocina que compró y se percata que está parcialmente abollada tras los choques recibidos por parte del auto de Alex.

- La Carretera Baruta-El Placer-Los Guayabitos, cuando Martin y Nelly conversan mientras van hacia el aeropuerto.

La población de Saint-Laurent-des-Bois, donde se filmó parte de esta cinta, se encuentra ubicada en la región de Alta Normandía, departamento de Eure, en el distrito de Évreux y cantón de Saint-André-de-l'Eure y dista a unos 30 kilómetros al sureste de la ciudad de Évreux y 75 kilómetros al oeste de París y su población actual es de apenas 243 habitantes (para la época del rodaje de esta cinta tenía 73 habitantes). 
Las secuencias que se desarrollan en la isla desierta ubicada en el Caribe, aunque parecieran ser rodadas en un solo lugar, en realidad fueron filmadas entre Venezuela, la isla Paradise en Bahamas, las islas Vírgenes y la isla de Port-Cros.
VIASA (acrónimo de Venezolana Internacional de Aviación, Sociedad Anónima) fue la aerolínea bandera de Venezuela desde su creación en 1960 y, además, era muy conocida en todo el mundo por ser una de las aerolíneas del continente americano con más aviones y destinos internacionales y su excelente atención al público. La misma fue fundada con capital privado pero, para la época de la filmación de esta película (en pleno primer gobierno de Carlos Andrés Pérez), se encontraba con problemas económicos y fue nacionalizada. Irónicamente, en 1991 volvió a ser privatizada durante el segundo gobierno de Pérez, pero esto no impidió que fuese declarada en quiebra seis años más tarde, en 1997.

## Estreno
La película fue estrenada el 26 de noviembre de 1975 en París y se convirtió en un éxito tanto de crítica como de taquilla (fue vista por 2.373.738 espectadores, obteniendo el primer lugar de público en esa ciudad durante las dos primeras semanas de exhibición y llegando al puesto número 12 de entre las películas más vistas de ese año en Francia, además de que se posicionó en el puesto número 8 de entre todas las películas francesas estrenadas en dicho período, recaudando un total de 3.164.984 francos [14.242.428 dólares] de la época).
La película fue restaurada en 2011 por la empresa StudioCanal junto con la Cinémathèque française, con el apoyo del Fondo Cultural Franco-Americano y fue estrenada el 16 de mayo de ese año durante el LXIV Festival de Cannes como parte de la muestra "Cannes Classics". Esta versión restaurada salió a la venta casi cinco meses después, es decir, el 5 de octubre de 2011.

## Premios y nominaciones
La película obtuvo cuatro nominaciones a los Premios César de 1976 en los rubros de mejor director (Jean-Paul Rappeneau), mejor actriz (Catherine Deneuve), mejor fotografía (Pierre Lhomme) y mejor montaje (Marie-Josèphe Yoyotte).